# Phyllocoptes hazelae
Phyllocoptes hazelae är en spindeldjursart som beskrevs av David C.M. Manson 1984. Phyllocoptes hazelae ingår i släktet Phyllocoptes och familjen Eriophyidae. Inga underarter finns listade i Catalogue of Life.